# Paris-Roubaix 1989
Paris-Roubaix 1989 a fost a 87-a ediție a Paris-Roubaix, o cursă clasică de ciclism de o zi din Franța. Evenimentul a avut loc pe 9 aprilie 1989 și s-a desfășurat pe o distanță de 265 de kilometri până la velodromul din Roubaix. Câștigătorul a fost Jean-Marie Wampers din Belgia de la echipa Panasonic–Isostar–Colnago–Agu.

## Rezultate
| Loc | Concurent                     | Echipă                        | Timp       |
| --- | ----------------------------- | ----------------------------- | ---------- |
| 1   | Jean-Marie Wampers (BEL)      | Panasonic–Isostar–Colnago–Agu | 6h 46' 45" |
| 2   | Dirk De Wolf (BEL)            | Hitachi                       | + 0"       |
| 3   | Edwig Van Hooydonck (BEL)     | Superconfex–Yoko–Opel–Colnago | + 59"      |
| 4   | Gilbert Duclos-Lassalle (FRA) | Z–Peugeot                     | + 59"      |
| 5   | Eddy Planckaert (BEL)         | AD Renting–W-Cup–Bottecchia   | + 59"      |
| 6   | Marc Madiot (FRA)             | Toshiba                       | + 59"      |
| 7   | Herman Frison (BEL)           | Histor–Sigma                  | + 4' 27"   |
| 8   | Jacques Hanegraaf (NED)       | TVM–Ragno                     | + 4' 27"   |
| 9   | Urs Freuler (SUI)             | Panasonic–Isostar–Colnago–Agu | + 4' 27"   |
| 10  | Johan Lammerts (BEL)          | AD Renting–W-Cup–Bottecchia   | + 4' 27"   |